# Karabin przeciwpancerny PTRD

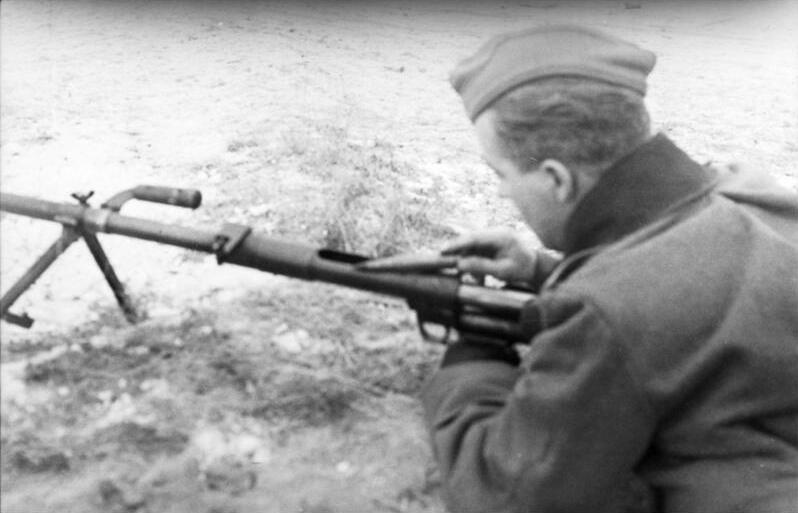
Żołnierz Wehrmachtu ze zdobycznym PTRD

PTRD (ros. Противотанковое ружьё Дегтярёва обр. 1941 г. – ПТРД-41) – radziecki karabin przeciwpancerny (wz. 41 Diegtiariowa).

## Historia
Po wprowadzeniu na początku lat 30 XX wieku do uzbrojenia Armii Czerwonej armat przeciwpancernych 37 mm wz. 1930 i 45 mm wz. 1932 dowództwo RKKA (Rabocze-Krestjanska Krasnaja Armija – Robotniczo-Chłopska Armia Czerwona) postanowiło uzupełnić je lekką bronią przeciwpancerną. Początkowo próbowano wprowadzić do uzbrojenia karabin L. Kuczewskiego (pomimo nazwy w rzeczywistości było to lekkie działo bezodrzutowe kalibru 37 mm), ale ostatecznie nie udało się dopracować tej nowatorskiej broni.
W drugiej połowie lat 1930. gwałtownie zaczęło rosnąć nasycenie bronią pancerną wielu armii świata. Spowodowało to intensyfikację prac nad lekką bronią przeciwpancerną. W ZSRR rozpoczęto wtedy prace nad nowym nabojem przeznaczonym specjalnie dla broni tej klasy. Efektem prac prowadzonych w latach 1936v1938 był nabój 14,5 × 114 mm, którego produkcję rozpoczęto w 1940 roku.

### PTR-39
13 marca 1936 roku zlecono biurom konstrukcyjnym S.W. Władimirowa, M.N. Bluma i S.A. Korowina prace nad karabinem przeciwpancernym kalibru 20–25 mm o masie nie większej niż 35 kg. Broń ta miała stanowić podstawowe uzbrojenie przeciwpancerne na poziomie kompanii. Do 1938 roku przetestowano w ramach tego programu 15 prototypów, ale żaden nie spełnił wymagań. Po 1938 roku do konkursu dopuszczono inne zespoły konstrukcyjne. W sierpniu 1938 roku prototypy o kalibrze 12,7 mm (3), 14,5 mm (2), 20, 25 i 37 mm (1) skierowano do prób, ale znowu żaden nie spełnił wymagań. Za najbardziej perspektywiczną uznano jednak konstrukcję kalibru 14,5 mm.
9 listopada 1938 roku GAU (Gławnoje Artilierskoje Uprawlienije – Główny Zarząd Artylerii) wydał nowe wymagania dla lekkiej broni przeciwpancernej. Prace nad karabinami przeciwpancernymi spełniającymi te wymagania rozpoczęto w biurach konstrukcyjnych N.W. Rukawisznikowa i B.G. Szpitalnego. Po przeprowadzonych latem 1939 badaniach do uzbrojenia wprowadzono w październiku tego roku samopowtarzalny karabin przeciwpancerny Rukawisznikowa (PTR-39). Jednak pomimo decyzji o przyjęciu do uzbrojenia produkcji tej broni ostatecznie nie rozpoczęto. Początkowo problemem była niska niezawodność PTR-39, później pod wpływem szefa GAU marszałka Grigorija I. Kulika karabiny przeciwpancerne uznano za broń nieefektywną i w sierpniu 1940 roku skreślono z systemu uzbrojenia RKKA.
W momencie niemieckiego ataku 22 czerwca 1941 roku sowiecka piechota nie dysponowała żadnym lekkim uzbrojeniem przeciwpancernym. Okazało się przy tym, że karabiny przeciwpancerne nadal mogą być skuteczną bronią przeciwpancerną. Uruchomienie produkcji PTR-39 uznano za niemożliwe z powodu ciągle trapiących tę broń usterek, dlatego zlecono W.N. Szołochowowi skonstruowanie nowej broni tej kategorii. Szołochow skopiował karabin przeciwpancerny Mauser Tank Gewehr z 1918 roku, ograniczając się do wyposażenia tej przestarzałej konstrukcji w hamulec wylotowy, amortyzator na kolbie, składany dwójnóg i przystosowania do radzieckiego naboju 12,7 × 108 mm. Produkcję karabinu przeciwpancernego Szołochowa uruchomiono w lipcu 1941 roku, ale niska skuteczność naboju 12,7 mm na odległościach większych od 100 m sprawiła, że szybko ją zakończono, a samej broni nigdy oficjalnie nie przyjęto do uzbrojenia.

### Prototypy
W lipcu 1941 roku biurom konstrukcyjnym Wasilija A. Diegtariowa i Siergieja G. Simonowa powierzono zadanie skonstruowania karabinów przeciwpancernych kalibru 14,5 mm. W tym samym miesiącu nabój ten, produkowany od 1940 roku, oficjalnie przyjęto do uzbrojenia. Ponieważ pracom nadano najwyższy priorytet, prototypy nowych karabinów były gotowe już pod koniec lipca po 22 dniach od rozpoczęcia prac projektowych. Diegtariow przedstawił dwa prototypy (biura konstrukcyjnego którego był szefem i własny), a Simonow jeden.
Karabiny przeciwpancerne opracowane w biurze konstrukcyjnym Diegtariowa były broniami półautomatycznymi. Ostatecznie do dalszych prac skierowano konstrukcję własną Diegtariowa, technologicznie prostszą od skonstruowanej przez resztę jego zespołu. Konieczność błyskawicznego przedstawienia prototypów (od rozpoczęcia prac projektowych do powstania prototypu minęły zaledwie 22 dni) sprawiła, że Diegtariow swoją broń w dużej części oparł na już istniejących konstrukcjach. Zasada działania i sposób współdziałania głównych części były bardzo podobne do zastosowanych w niemieckim karabinie przeciwpancernym PzB38, a zamek był uproszczoną i dostosowaną do mechanizmu otwierania zamka kopią zamka polskiego karabinu przeciwpancernego wz. 35.

### PTRD i PTRS
Po testach postanowiono wprowadzić do uzbrojenia oba karabiny przeciwpancerne: Diegtariowa jako PTRD, Simonowa jako PTRS. Decyzję o wprowadzeniu obu typów do uzbrojenia podjęto 29 sierpnia 1941 roku. Produkcję PTRD rozpoczęto natychmiast dzięki czemu do końca 1941 roku wyprodukowano 17 688 egz. PTRD (PTRS zaledwie 77). W następnych latach produkcja obu typów była bardziej zrównoważona, ale prawdopodobnie ok. 75–80% z wyprodukowanych podczas wojny 400 000 karabinów przeciwpancernych stanowiły PTRD.

### Eksploatacja
Wyprodukowane karabiny przeciwpancerne PTRD były dostarczane jednostkom Armii Czerwonej. Jako pierwsze otrzymała je 16 Armia broniąca się na kierunku moskiewskim, później zaczęto je dostarczać pozostałym jednostkom radzieckim. W 1941 roku w każdym pułku piechoty utworzono kompanię karabinów przeciwpancernych składająca się z trzech plutonów. Łącznie w kompanii służyło 79 ludzi uzbrojonych w 27 karabinów przeciwpancernych PTRD (lub PTRS). Wiosną 1942 roku dodatkowe kompanie karabinów przeciwpancernych utworzono na poziomie batalionów pułków piechoty. W ten sposób każdy pułk piechoty posiadał 75 karabinów przeciwpancernych (rzeczywiste stany tej broni były z powodu strat najczęściej niższe). Jednocześnie dodatkową kompanię karabinów przeciwpancernych (36 karabinów przeciwpancernych) utworzono w dywizyjnym batalionie przeciwpancernym. Dodatkowo utworzono bataliony przeciwpancerne na poziomie korpusu wyposażone w 72–108 karabinów przeciwpancernych. Powstało także wiele samodzielnych kompanii karabinów przeciwpancernych używanych jako jednostki wzmocnienia.
W lipcu 1942 roku przeprowadzono kolejną reorganizację. Batalionowa kompania przeciwpancerna została zlikwidowana, a w jej miejsce wprowadzono pluton (9 karabinów). Dodatkową kompanie karabinów przeciwpancernych (12 karabinów) utworzono za to w dywizyjnym batalionie karabinów maszynowych. Karabiny przeciwpancerne znalazły się także w lipcu 1942 roku na uzbrojeniu baterii haubic (4 karabiny w plutonie przeciwpancernym każdej baterii).
W grudniu 1943 roku wprowadzono ostateczny schemat organizacyjny pododdziałów karabinów przeciwpancernych. Według niego w dywizyjnym batalionie przeciwpancernym znalazła się kompania karabinów przeciwpancernych (8 karabinów).
Poza dywizjami piechoty pododdziały wyposażone w karabiny przeciwpancerne znajdowały się w brygadach strzelców (początkowo 12, później 8 karabinów w każdym batalionie) i brygadach narciarzy (9 w każdym batalionie + 9 w brygadowym batalionie przeciwpancernym). Karabiny przeciwpancerne znajdowały się także na uzbrojeniu kompanii i batalionów fortecznych (7 karabinowy pluton w batalionie).
W kawalerii pluton karabinów przeciwpancernych (6 karabinów) znajdował się na poziomie szwadronu. W wojskach pancernych kompania karabinów przeciwpancernych (18 karabinów) znajdowała się na poziomie batalionu zmotoryzowanego brygady czołgów.
W latach 1941–1942 z powodu braku armat przeciwpancernych karabiny przeciwpancerne znalazły się także na uzbrojeniu wielu batalionów artylerii przeciwpancernej. Z uzbrojenia tych jednostek były wycofywane w 1943 roku w miarę zwiększania się dostaw dział przeciwpancernych. Karabiny przeciwpancerne były powoli wycofywane z uzbrojenia. Najszybciej zniknęły z uzbrojenia jednostek artylerii przeciwpancernej, później działa zaczęły zastępować karabiny przeciwpancerne także w innych pododdziałach przeciwpancernych.
Pojawienie się karabinów przeciwpancernych stanowiło duże zaskoczenie dla wojsk niemieckich. Ich masowe użycie gwałtownie zwiększyło odporność jednostek Armii Czerwonej na ataki jednostek pancernych. Strzelania były prowadzone najczęściej z odległości 100–200 metrów (regulamin przewidywał 300–500 m) dzięki czemu udawało się przebijać czołowe pancerze czołgów. Wadą PTRD wynikającą ze zbyt pośpiesznej produkcji i niskiej jakości zastosowanych materiałów była niska niezawodność.

### Wycofanie z uzbrojenia
Po 1944 roku w związku z wprowadzeniem przez Wehrmacht nowych typów czołgów o grubszym opancerzeniu, wartość karabinów przeciwpancernych jako broni przeciwpancernej spadła. W związku z tym rozwiązano kompanie karabinów przeciwpancernych wchodzące w skład batalionów zmechanizowanych. Przejście Armii Czerwonej do działań ofensywnych także zmniejszyło przydatność typowo defensywnej broni, jaką jest karabin przeciwpancerny. Z czasem głównym celem karabinów przeciwpancernych stały się nie czołgi, ale lekkie pojazdy opancerzone, samochody i umocnione stanowiska ogniowe.
Po 1945 karabiny przeciwpancerne były wycofywane z uzbrojenia jednostek liniowych. Duża liczba zmagazynowanych PTRD została przekazana armiom Trzeciego Świata. Przekazane karabiny przeciwpancerne były używane między innymi podczas wojny koreańskiej. Pewną liczbę PTRD zdobytych przez Siły Zbrojne Stanów Zjednoczonych przebudowano przystosowując do strzelania nabojem .50 BMG (12,7 × 99 mm NATO) i wyposażając w celowniki optyczne. Tak przebudowane PTRD były używane jako improwizowane karabiny wyborowe dalekiego zasięgu, pierwowzór współczesnych wielkokalibrowych karabinów wyborowych. Pozostałe, zmagazynowane jako zapas mobilizacyjny armii Państw Układu Warszawskiego karabiny przeciwpancerne zostały ostatecznie wycofane z uzbrojenia w latach 80. XX wieku.

## Opis techniczny
PTRD był bronią jednostrzałową, wyposażoną w zamek czterotaktowy. Rurowa komora zamkowa posiadała u góry okno ładowania, u dołu okno wyrzutowe. Od spodu do tylnej części komory zamkowej przymocowana do niej była rurowa kolba i chwyt pistoletowy z mechanizmem spustowym. Wewnątrz kolby znajdowała się sprężyna amortyzująca odrzut broni (połączenie kolby i komory zamkowej umożliwiało ruch tej ostatniej do tyłu).
Do komory zamkowej wkręcona była lufa zakończona hamulcem wylotowym. Na lufie znajdował się dwa zaczepy umożliwiające zamocowanie rączki transportowej. PTRD standardowo wyposażony był w dwójnóg.
W momencie naciśnięcia spustu następowało zwolnienie iglicy i strzał. Następnie zespół lufa-komora zamkowa-zamek cofał się o ok. 65 mm po czym rączka zamkowa napotykała na ześlizg otwierający zamek i następowało odryglowanie i wyrzucenie łuski. Następnie zespół ruchomy (z wyjątkiem zamka) wracał w przednie położenie. Po ręcznym załadowaniu następnego naboju i zaryglowaniu zamka broń była znowu gotowa do strzału.